# Regionaal Landschap Westhoek
Het Regionaal Landschap Westhoek is opgericht in januari 2018. Het Regionaal Landschap West-Vlaamse Heuvels (°1992) en het Regionaal Landschap IJzer en Polder (°2004) bundelen sindsdien de krachten.
Het werkingsgebied is 114.400 hectaren groot en telt 201.233 inwoners. Dit komt neer op 1,76 inwoners per ha. Zo is het Regionaal Landschap Westhoek meteen het dunst bevolkte regionaal landschap van Vlaanderen.

Aangesloten steden en gemeenten:
- Alveringem
- De Panne
- Diksmuide
- Heuvelland
- Houthulst
- Ieper
- Koekelare
- Koksijde
- Kortemark
- Langemark-Poelkapelle
- Lo-Reninge
- Mesen
- Nieuwpoort
- Poperinge
- Veurne
- Vleteren
- Zonnebeke